# Iranisch-koreanische Beziehungen

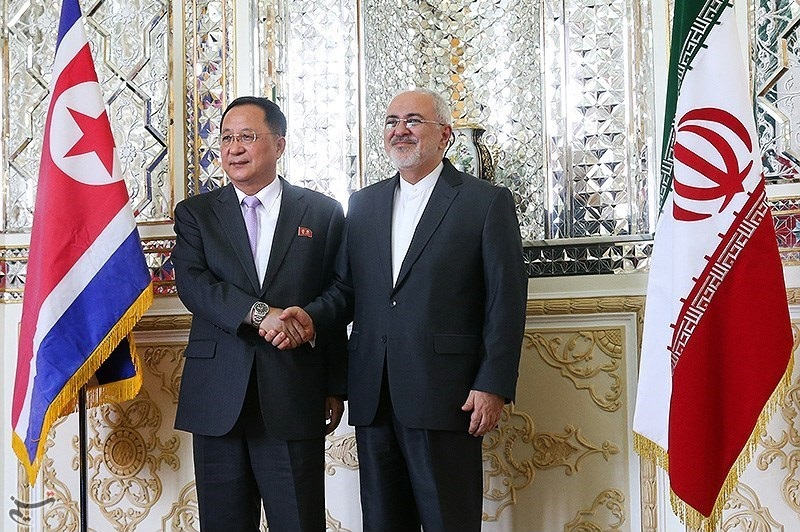
Der Außenminister der VR Korea Ri Yong-ho (li.) beim Staatsbesuch in Teheran 2018.

Die modernen iranisch-koreanischen Beziehungen konnten erst nach dem Zweiten Weltkrieg entstehen, da zuvor keine frei bestimmten Staatswesen im modernen Sinne bestanden.
Zwar hat man versucht Beziehungen der antiken und vormodernen Völker zu belegen, dies geht aber über wenige Textstellen nicht hinaus.

## 1948 bis 1979
Bis 1945 waren beide Nationen von fremden Mächten besetzt. Iran war Gründungsmitglied der UNO und Mit-Unterzeichner des Friedensvertrags von San Francisco mit Japan, wodurch letzteres endgültig auf seine Verwaltung Koreas verzichtete, die seit 1905/10 bestanden hatte. Als Klientelstaaten der USA hatten diese beiden im Kalten Krieg nur eingeschränkten außenpolitischen Spielraum. Bis heute handelt es sich deshalb bei den iranisch-koreanischen Beziehungen um eine komplexe Dreiecksbeziehung zwischen vier Regierungen.
Das frisch befreite Iran leistete sich unter dem einzigen dort jemals demokratisch gewählten Premierminister Mohammad Mossadegh, bis dieser 1953 vom CIA aus dem Amt geputscht wurde, eine vergleichsweise unabhängige Außenpolitik, die sich trotzdem an den Westen anlehnte. Man nahm deshalb am Koreakrieg, der unter US-amerikanischer Führung 1950–53 stattfand, nicht teil, obwohl eine entsprechende Aufforderung ergangen war. Bis zum Sturz der Diktatur des Schah 1979 blieb Iran den Vereinigten Staaten von Amerika auf engste verbunden.

## Seit 1979
Nach 1979 war die iranische Regierungslinie offiziell weiterhin anti-kommunistisch. Iranischen Pragmatismus zeigt die Karriere des Diplomaten Hassan Taherian: 1980–91 war er Geschäftsträger bzw. Botschafter in Seoul, 1992–93 und 2002 in derselben Stellung in Pjöngjang und dann 2014–18 wieder in Seoul.

### Beziehungen Irans zur Demokratischen Volksrepublik Korea
Die Volksrepublik Korea ist in Teheran seit September 1973 mit einer Botschaft vertreten. Man unterzeichnete Handels- und Kulturabkommen. Diese wurden 1982 und 1988 neu gefasst und erweitert.
In den schweren Tagen der ersten Jahre des Kampfes gegen den irakischen Diktator Saddam Hussein, der damals noch von den USA gestützt wurde, näherte man sich den Nordkoreanern schnell an, da sie seit September 1980 willens waren Waffen zu liefern – pragmatisch gemäß dem Motto „der Feind meines Feindes ist mein Freund.“ Seit 1980 wurden für geschätzt zwei Milliarden Dollar Waffen auch chinesischer Produktion, vor allem Artillerie, geliefert. Die höchstrangigen Besucher waren im Oktober 1983 der iranische Premier Mir Hossein Mussawi und Verteidigungsminister Mohammad Salimi (محمد سلیمی). Das Handelsvolumen zwischen Iran und Nordkorea erreichte vor 1990 6,8–9,6 % des Gesamtaußenhandels beider Staaten. Aufgrund der Wirtschaftskrise kollabierte dieser seit 1991.
Später wurde die Zusammenarbeit im Bereich der Kernenergie ausgebaut, was in westlicher Berichterstattung oft auf die Kernwaffenprogramme der beiden Staaten reduziert wird. Ende Januar 2012 erklärte James R. Clapper, Direktor aller 16 US-amerikanischen Geheimdienste, vor dem US-Senat, dass es keine handfesten Beweise gebe, dass die Islamische Republik Iran eine Atomwaffe baue. Tatsächlich versorgen die beiden von Sanktionen betroffenen Partner gegenseitig mit den jeweils vom anderen benötigten Mangelwaren. Koordiniert wird dies durch eine Ende 1989 eingerichtete gemeinsame Verteidigungskommission. Naturgemäß wird hierzu Stillschweigen gewahrt. In den späten 1990er Jahren lieferte Iran 40 Prozent des Ölbedarfs der DPRK. Insgesamt erreicht der Austausch, der für 2009 wieder auf 2 Mrd. Dollar geschätzt wurde, bei weitem nicht das Volumen des Handels zwischen Iran und Südkorea.
Es gibt in den 2010er Jahren iranischerseits keine Berührungsängste mit der VR Korea. So reiste Anfang September 2011 der Parlamentspräsident Ali Laridschani für einen dreitägigen Besuch nach Pjöngjang.

### Wirtschaftsbeziehungen Irans zu Südkorea

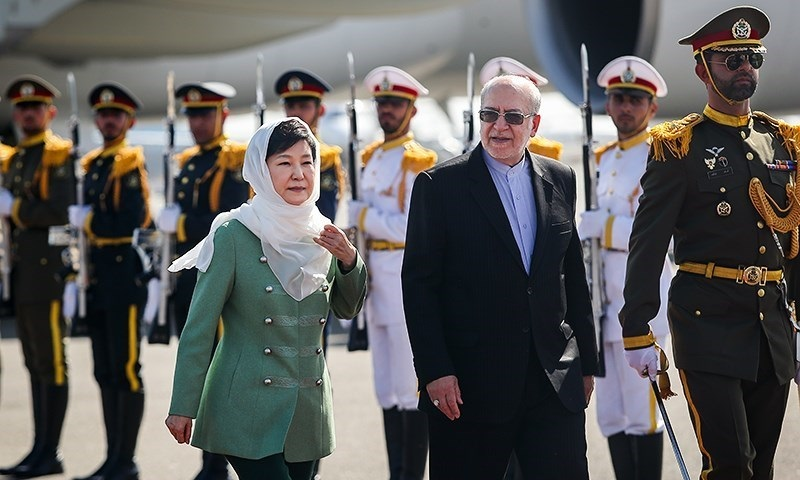
Die südkoreanische Präsidentin Park Geun-hye auf Staatsbesuch in Teheran 2016.

Mit Südkorea hat Iran Oktober 1962 diplomatische Beziehungen aufgenommen, nachdem bereits 1957 eine erste Nahostreise des Militärdiktators Rhee Syng-man stattgefunden hatte. Eigene Botschaften eröffnete man in Teheran im Mai 1967, in Seoul erst im April 1975. Schon Mai 1969 unterzeichnete man einen Freundschaftsvertrag.
Die seit den 1960ern staatlich geförderte Industrialisierung Südkoreas führte dazu, dass man hinsichtlich des BSP 1975/6 mit Nordkorea gleichzog, um danach rapide zu einem entwickelten Land aufzusteigen. Die KOTRA ist seit August 1964 in Iran präsent. Im Jahr 1974 lag das Handelsvolumen beider Staaten noch unter US$ 80 Millionen (≙ 2025: US$ 509.000.000). Es verdoppelte sich im nächsten Jahr und lag 1976/7 bei 340 Millionen (≙ 2025: US$ 1.760.000.000). Die dazu notwendige Einfuhr von Rohstoffen, vor allem Öl, machten Iran zu einem wichtiger werdenden Handelspartner, wobei die Ölkrisen 1973 und 1979/80 verteuerten Importe auszugleichen waren, denn zwischen den beiden Krisen war der koreanische Verbrauch um 94 % gewachsen.
Nach der islamischen Revolution verschlechterten sich die Beziehungen zunächst, nicht nur weil Südkorea den USA bei der Operation Eagle Claw logistische Unterstützung gewährt hatte, sondern auch weil man an Waffenexporten doppelt profitierte. Noch zur Zeit des Schahs hatte Iran in den USA Waffen für hunderte Millionen Dollar bestellt und voraus bezahlt. Nach der Befreiung weigerten sich die Amerikaner zu liefern und traten die meisten dieser Waffen an ihre koreanischen Verbündeten ab. Diese wiederum verkauften sie an die Islamische Republik Iran (die ja schon die USA bezahlt hatte). Während des Golfkriegs blieb der Regierung jedoch kein Verhandlungsspielraum. Für iranische Verärgerung sorgte auch die de facto-Verstaatlichung eines Raffinerie-Joint Venture in Korea. Der Anteil des Nahen Ostens am koreanischen Exportvolumen fiel kriegsbedingt auf 5,6 % (1986).
Nach einem Besuch des Handels- und Außenministers Park Soo-gil (kor. 박수길, Hanja 朴銖吉) in Teheran im April 1987 nahm der Handel wieder zu. Man normalisierte die diplomatischen Beziehungen vollständig wieder 1989. Das lag daran, dass die südkoreanische Seite nach Ende der Präsidentialdiktatur sich seit 1988 pragmatisch für „Wirtschaft vor Ideologie“ (cheongkyong bun) entschieden hatte. Schon 1990 erreichte das Handelsvolumen wieder 1,24 Milliarden Dollar (≙ 2025: US$ 3 Mrd.). Dies stieg 1999 auf 2,3 Milliarden, wobei Iran zu den fünf wichtigsten Exportzielen gehörte.

Ein 1998 geschlossenes Luftfahrtabkommen sah Direktflüge vor. Ab dieser Zeit nahm der koreanische Export nochmals stark zu.
Gerade bei Großaufträgen im iranischen Bausektor nahm die koreanische Beteiligung 1971–77 stark zu. Man entsandte Monteure normalerweise mit 2-Jahresverträgen. Angeworben wurden diese Vertragsarbeiter zu Hungerlöhnen über staatlich geförderte Vermittler. Deren Höchstzahl war 1978 7418 Personen. Insgesamt kamen 1975–85 rund 25000 Koreaner nach Iran zum Arbeiten. Zu dieser Zeit flossen 25–30 % der gesamten südkoreanischen Exporte in die Islamische Republik. Die Handelsbilanz blieb so einigermaßen ausgeglichen. Es wurden Abkommen zu Visumserleichterung, Fischereirechten, Warenzeichen usw. geschlossen.

Die starke Position koreanischer Baufirmen in Iran nahm nach 2000 noch mehr zu. Im Jahre 2010 sicherte man Aufträge für 60 Milliarden Dollar. Im Bausektor war besonders Hyundai gut vertreten. Noch 2017 schloss man Abkommen im Wert von 2,5 Milliarden Dollar vor allem beim Bau von Häfen und Schiffen. Man wirkte auch mit am Ausbau des Schienenverkehrs, d. h. der Lieferung von Triebfahrzeugen usw.
Als erster Präsident besuchte Park Geun-hye Iran 2016. 2017 erreichte das jährliche Handelsvolumen insgesamt acht Milliarden Dollar. Gleichzeitig wurde geschätzt, dass etwa 70 % der elektrischen Haushaltsgeräte in Iran von südkoreanischen Herstellern stammt. Samsung hat bei Mobiltelefonen einen Marktanteil von vierzig Prozent. Sehr beliebt sind auch die koreanischen Zigarettenmarken Pine und Esse, die seit 2007 in Iran in Lizenz gefertigt werden. Wie überall am persischen Golf stammen mehr als die Hälfte der Autos in Iran von südkoreanischen Herstellern. Man leistete auch immer wieder Waffenhilfe, vor allem wurden Patrouillenboote an die Küstenwache geliefert.
Irans Hauptexportprodukt nach Korea war bis Mai 2018 Gaskondensat („weißes Erdöl“), mit über 300.000 Barrel pro Tag. Nichtölprodukte aus Iran finden ihren Weg nicht nach Korea.
Die südkoreanischen Exporte nahmen nach Beginn der von dritter Seite aufgezwungenen Sanktionen ab, nach 2017 um massive 88,6 % (Ölprodukte aus Iran fielen auf Null). Die südkoreanische Regierung laviert angesichts der wirtschaftlichen Bedeutung zwischen ihrer Stellung als amerikanischer Klientelstaat und den eigenen Wirtschaftsinteressen. Man versucht durch Ausnahmeregelungen seine Handelsinteressen aufrechtzuerhalten. Zu Beginn der Sanktionen wurden sieben Milliarden Dollar iranischer Guthaben in Korea eingefroren. Koreanische Waren gelangen weiterhin nach Iran im Rahmen des Schleichhandels, an dem auch (halb-)staatliche Stellen und ihre Beamten sich bereichern können. Professionelle „Grenzgänger“ entwickelten sich zu einer eigenen Branche.

## Migration
Die Zahl der Wanderarbeiter zwischen Korea und dem Iran blieb, nach Ende der Vertragsarbeiterpraxis der 1970er, gering. Unmittelbar nach der Revolution verblieben 1980 nur dreißig Personen. 2011 waren 405 Koreaner im Iran. Hierzu gehörten 20 Studenten und 39 Koreanerinnen mit doppelter Staatsbürgerschaft. Die Migration geht in beiden Richtungen nicht über einige hundert Personen hinaus.
An der Zuwanderung von Gastarbeitern nach Südkorea sind Iraner kaum beteiligt. 2016 lebten rund 300 Iraner in Seoul, wobei Studenten hier mitgezählt sind.
Bildung
Die „Tehran Korean School“ (kor. 이란한인회), eine 1976 von der südkoreanischen Botschaft in Teheran eröffnete Schule, mit Koreanisch als Unterrichtssprache, soll vor allem sicherstellen, dass die Kinder entsandter Expats den Anschluss ans heimische Schulsystem nicht verpassen. Man hatte 2002 29 Grundschüler (Klasse 1-6). Diese Zahl stieg bis zur Spitze 2011–15. Sanktionsbedingt zogen viele Firmen ihr Personal ab, so dass im Schuljahr 2020/21 nur noch 14 Kinder hier lernten.
Seit 1975 gibt es an der Hankuk Universität für Fremdsprachen eine Abteilung für Iranistik. Seit 1992 besteht ein Austauschprogramm mit der Universität von Teheran.
 Es gibt einen Verein der iranischen Studenten in Südkorea.

## Kulturaustausch

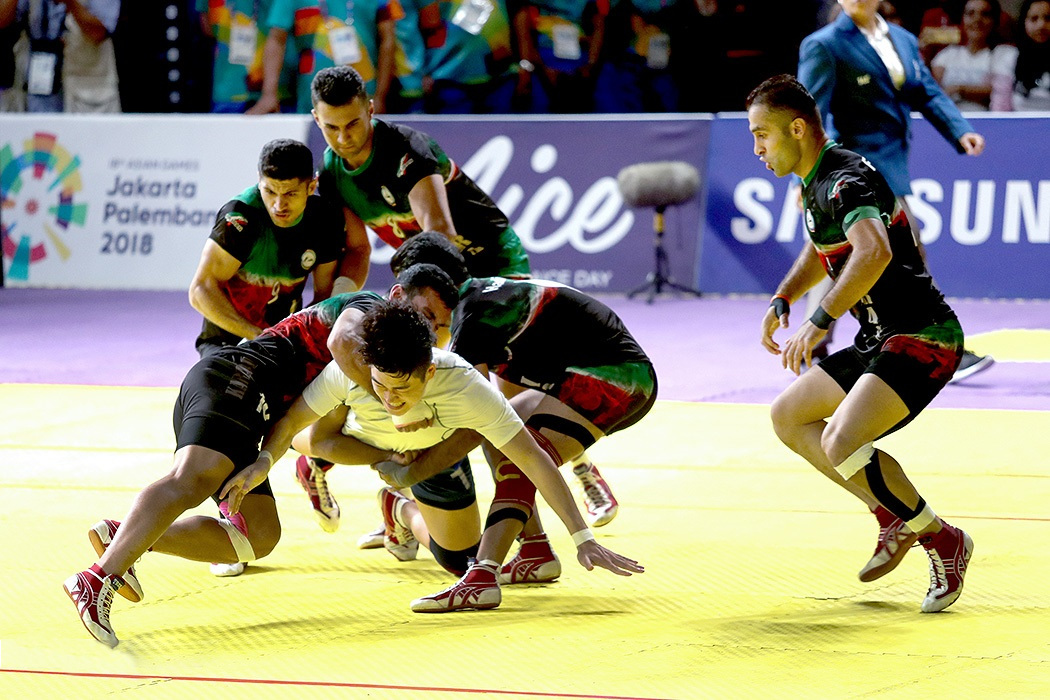
Die iranische und koreanische Nationalmannschaft beim Kabaddi 2018.

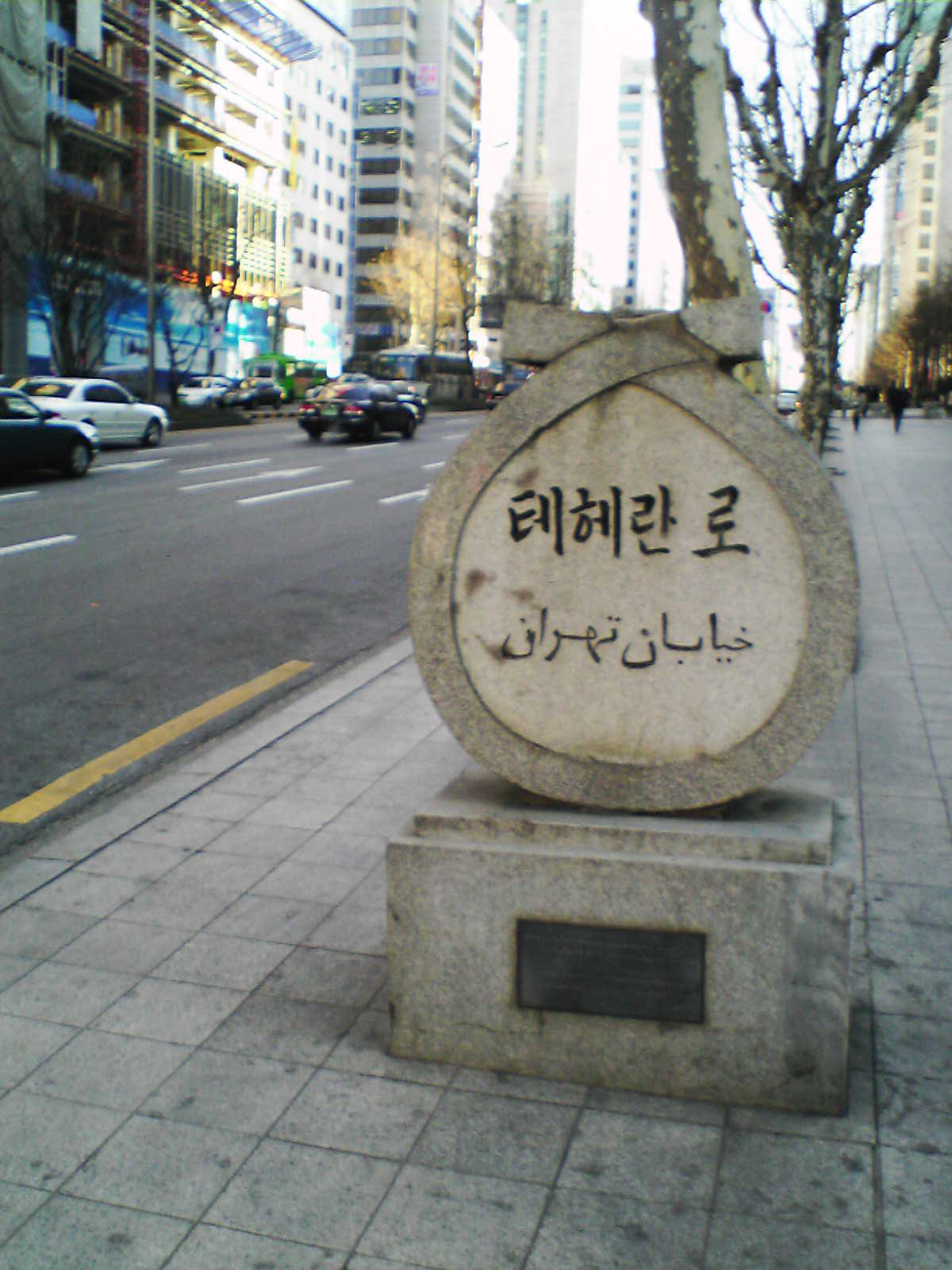
Zweisprachiges Schild der „Teheran-Straße“ in Seoul.

Nach Abschluss des Freundschaftsvertrags im Mai 1969 erfolgte kultureller Austausch vor allem im universitären Bereich und über Sportveranstaltungen.
Im Iran
Bereits 1977 verständigten sich die Bürgermeister von Teheran, Javad Sharestani (جواد شهرستانی) und Seoul als Zeichen der Völkerverständigung Straßen und Parks nach dem Partner zu benennen. So gibt es in Seoul eine Teheran-Straße (kor. 테헤란로) und den Iran-Park ebenso wie, seit dem Besuch von Kuh Chachun (kor. 구자춘, Hanja 具滋春) im Dezember 1977, den Seoul-Park in Teheran.
Die Iranisch-Koreanische Vereinigung (kor. 이란한인회) wurde 1970 gegründet. Die seit 1997 als Präsidentin fungierende Balletttänzerin Jo Seung-mi lernte ihren künftigen Ehemann in Seoul kennen als dieser an der landwirtschaftlichen Hochschule studierte. Sie folgte ihm 1997 in den Iran. 2006 gab es etwa 300 Mitglieder. Die koreanische Botschaft unterstützt den Verein ebenso wie die „Vereinigung der Korea-Amerikaner im Iran“ (kor. 이란한인회).

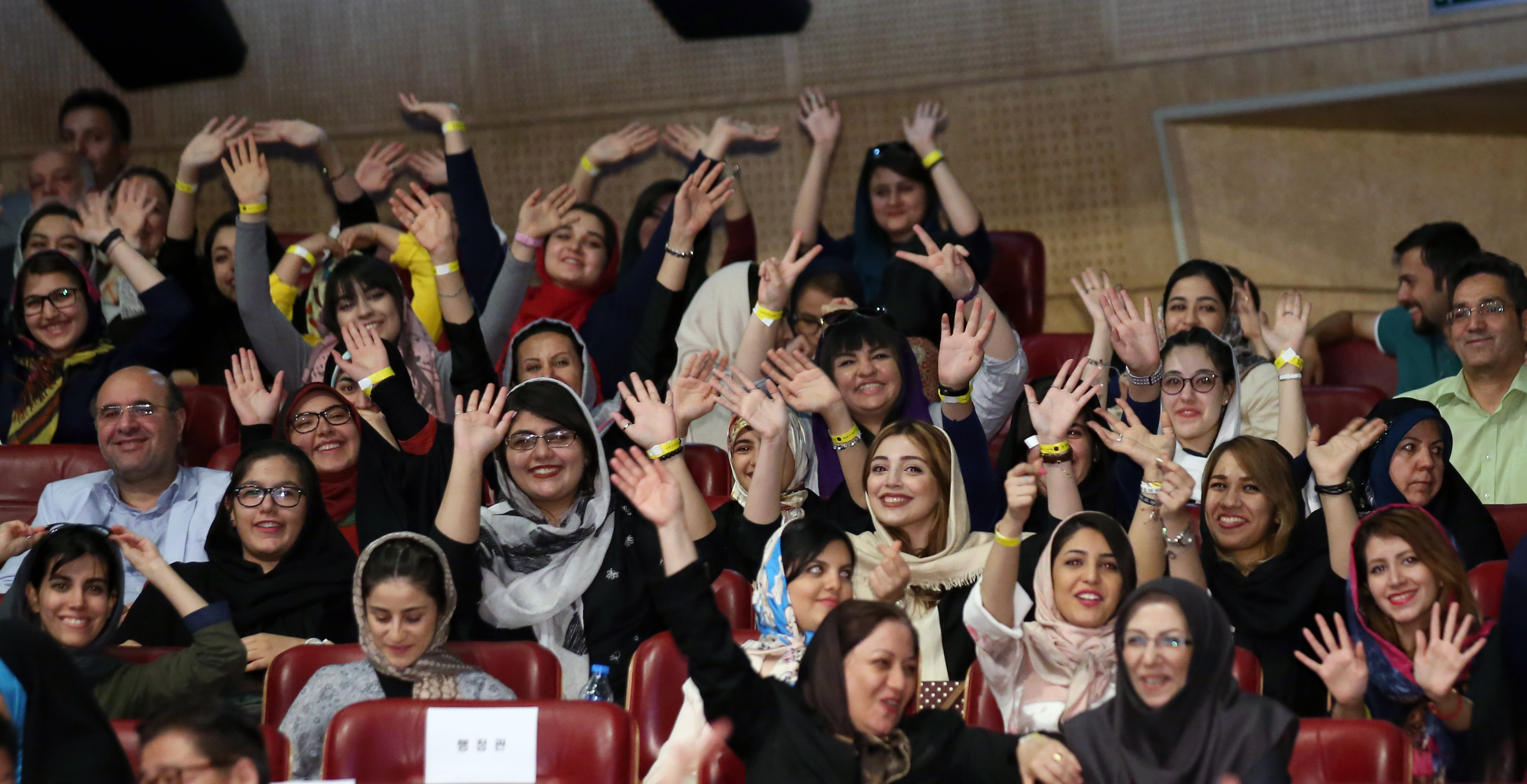
Jubelperser während der Kulturwoche 2016 in Teheran.

Im kulturellen Bereich, so gilt Kalligraphie in beiden Kulturen als bedeutende Kunst, gibt es Zusammenarbeit der jeweiligen Kulturinstitute auch im Ausland. Hallyu, besonders in Form von im Fernsehen ausgestrahlten K-Dramen und Seifenopern, hatte in den 2010ern durchschlagende Erfolge mit hohen Einschaltquoten. Den Anfang des Hallyu-Booms machten die Serien Dae Jang Geum (kor. 대장금, MR Tae Chang-gǔm) und Jumong.